# Wielbarkcultuur

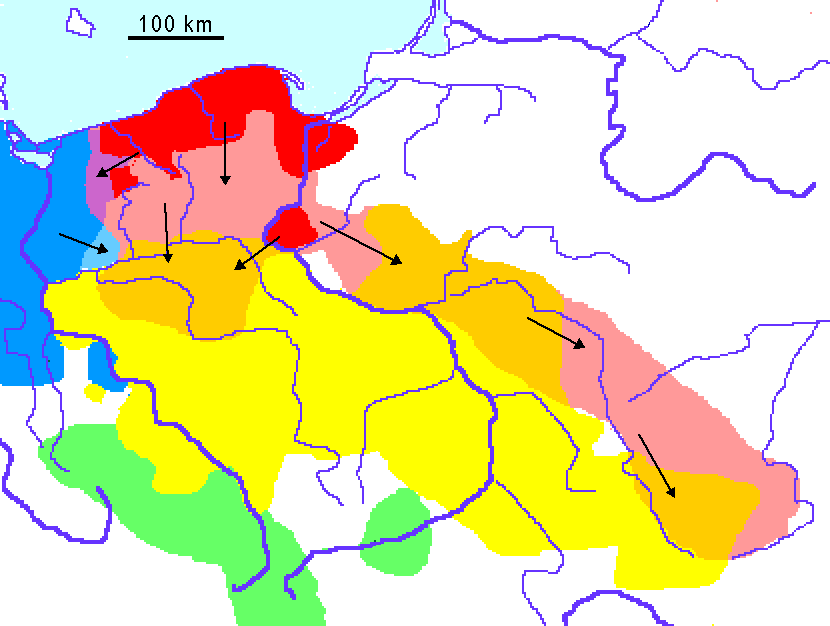
Verspreiding van de Wielbarkcultuur
Wielbarkcultuur, beginfase
Uitbreiding van de Wielbarkcultuur
Przeworskcultuur
Uitbreiding van de Wielbarkcultuur ten koste van de Przeworskcultuur
Jastorfcultuur
Uitbreiding van de Wielbarkcultuur ten koste van de Jastorfcultuur
La Tènecultuur

De Wielbarkcultuur (Duits: Wielbark-Willenberg-Kultur; Pools: Kultura wielbarska) was een cultuur die in de eerste helft van de 1e eeuw verscheen in de benedenloop van de Wisła, in het gebied van het huidige Oost-Pommeren. De Wielbarkcultuur verving de Oksywiecultuur. 

## Eigenschappen
Aan het begin van de cultuur is het opvallend dat de begraafplaatsen van de Oksywiecultuur verder werden gebruikt, waarbij de begrafenisgebruiken veranderden. Bij mannen werd het lichaam begraven, vrouwen werden gecremeerd en in urnen bijgezet.
In tegenstelling tot eerdere en naburige culturen werden er geen wapens als grafgift meegegeven, maar alleen kleding en sieraden, soms werden sporen in het graf geplaatst.
In een latere fase verspreidde de cultuur zich ten westen van de Wisla met steencirkels vergelijkbaar met de Scandinavische culturen van de tijd. De mensen van de Wielbarkcultuur richtten met stenen bedekte grafheuvels op, menhir-achtige stenen en met stenen geplaveide terreinen. 
Huishoudelijke en decoratieve metalen voorwerpen waren vaak van brons, soms van zilver, en slechts zelden van goud of ijzer gemaakt.
Rond het jaar 2000 werd in Czarnówko bij Lębork in Oost-Pommeren graven met een bronzen ketel gevonden, waarop mannen met een zogenaamde Suebenknoop staan afgebeeld.

## Verspreiding van de cultuur
De vindplaatsen van de eerste fase bevinden zich vooral in de omgeving van naar de Oostzee stromende rivieren, dus ten noorden van de Oostzee-Noteć-waterscheiding in Pommeren.
Na verloop van tijd breidde de cultuur zich in zuidwestelijke richting uit tot de regio Groot-Polen, waarbij de steencirkels niet zo ver reikten als de begrafenisrituelen. Hierbij werd de elders voortbestaande Przeworskcultuur verdrongen. Van groter belang was echter de uitbreiding naar het zuidoosten.
Rond het jaar 200 bereikte de Wielbarkcultuur de huidige Oekraïne, terwijl haar sporen aan de beneden-Wisła in de 3e eeuw duidelijk afnamen en in de loop van de vierde eeuw geheel verdwenen. Dit spreekt voor een volledige emigratie van de bevolking binnen drie generaties.
Tegelijkertijd spreidde zich ten noordwesten van de Zwarte Zee de Tsjernjachivcultuur uit, die grote overeenkomsten toonde met de Wielbarkcultuur, maar die ook relaties met de Zaroebyntsicultuur had.

## Goten
De Wielbarkcultuur is in verband gebracht met het relaas van Jordanes over het vertrek van de Goten uit Scandza (Scandinavië) en hun vestiging in Gothiscandza.
Scandinavische invloeden speelden een rol, maar de identieke geografische verspreiding en het doorgaande gebruik van Oksywie-begraafplaatsen suggereren dat de Wielbarkcultuur zich ontwikkelde uit eerdere culturen in het gebied, met kleine groepen van Scandinavische immigranten die zich bij de vroegere bewoners voegden.
De begraafplaatsen kunnen ook aangeven welke nederzettingen direct door de Goten werden gesticht. Grafheuvels met steencirkels en stèles reflecteren Scandinavische begrafenisgewoonten, met een concentratie in Gotland en Götaland. Vanaf de latere 1e eeuw wordt dit type gevonden tussen de Wisła en het Kasjoebische en Krajenskische merengebied, en tot in de regio Koszalin.

Afbeeldingen
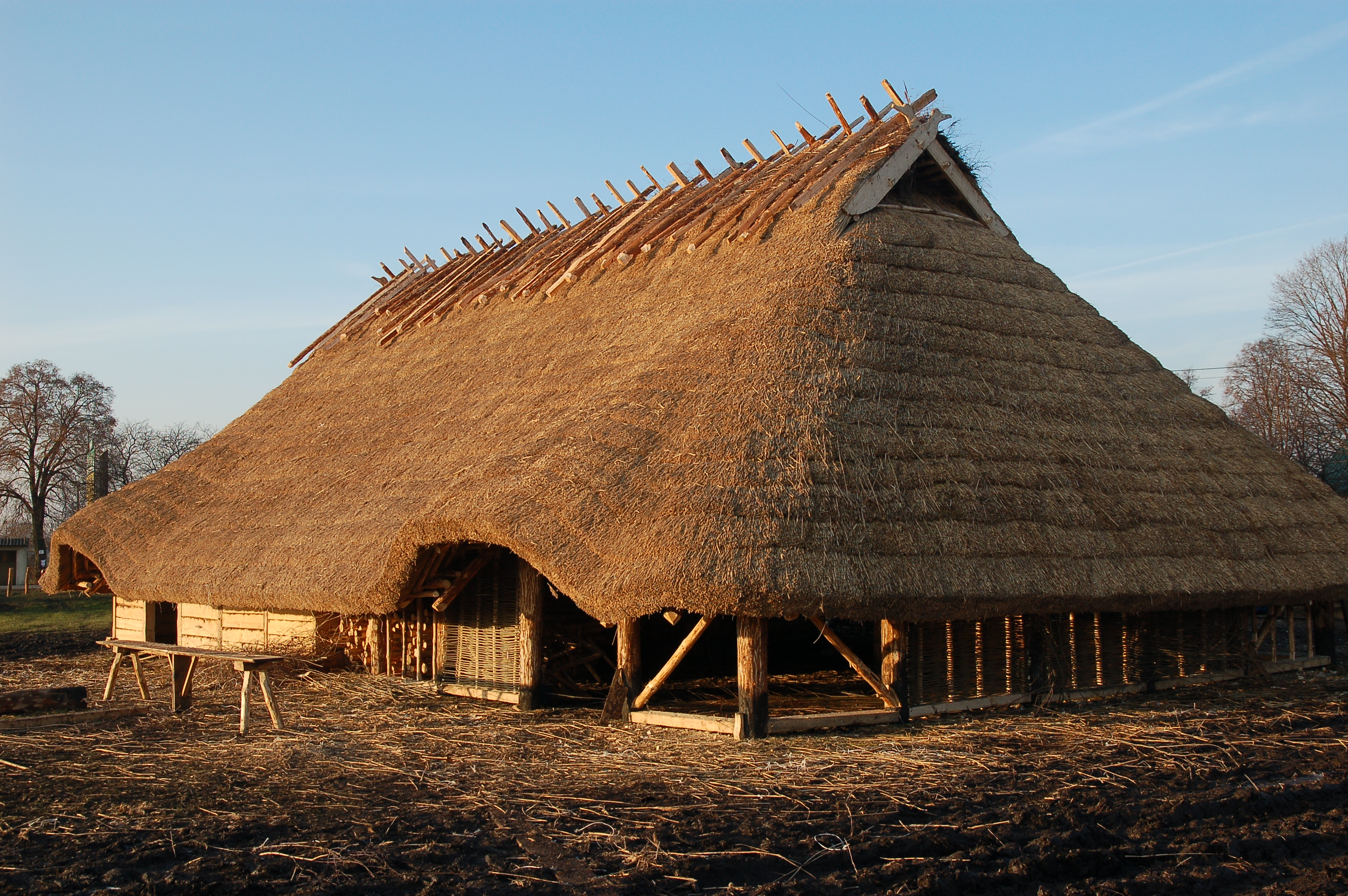
Reconstructie van een woning bij Masłomęcz
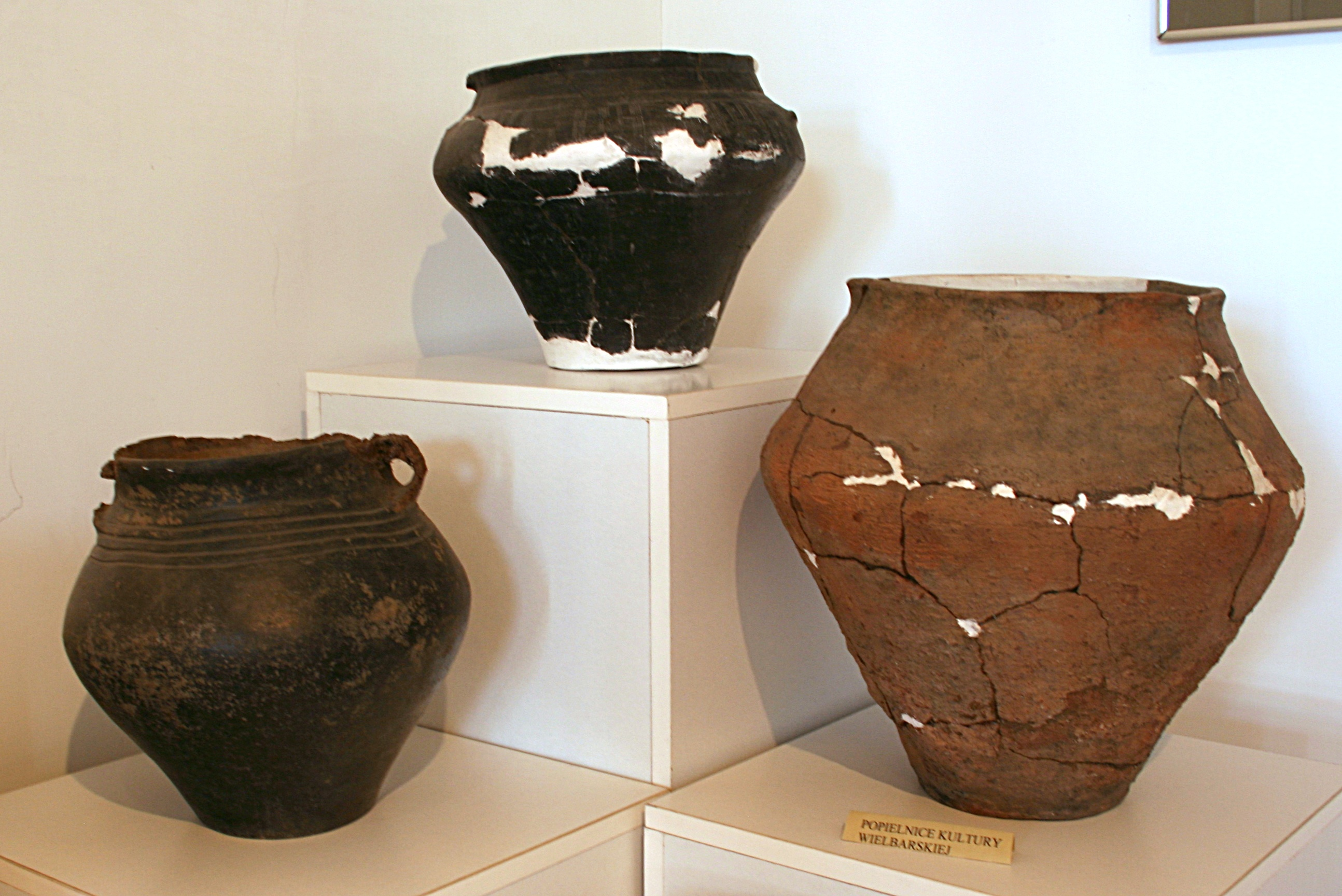
Urnen
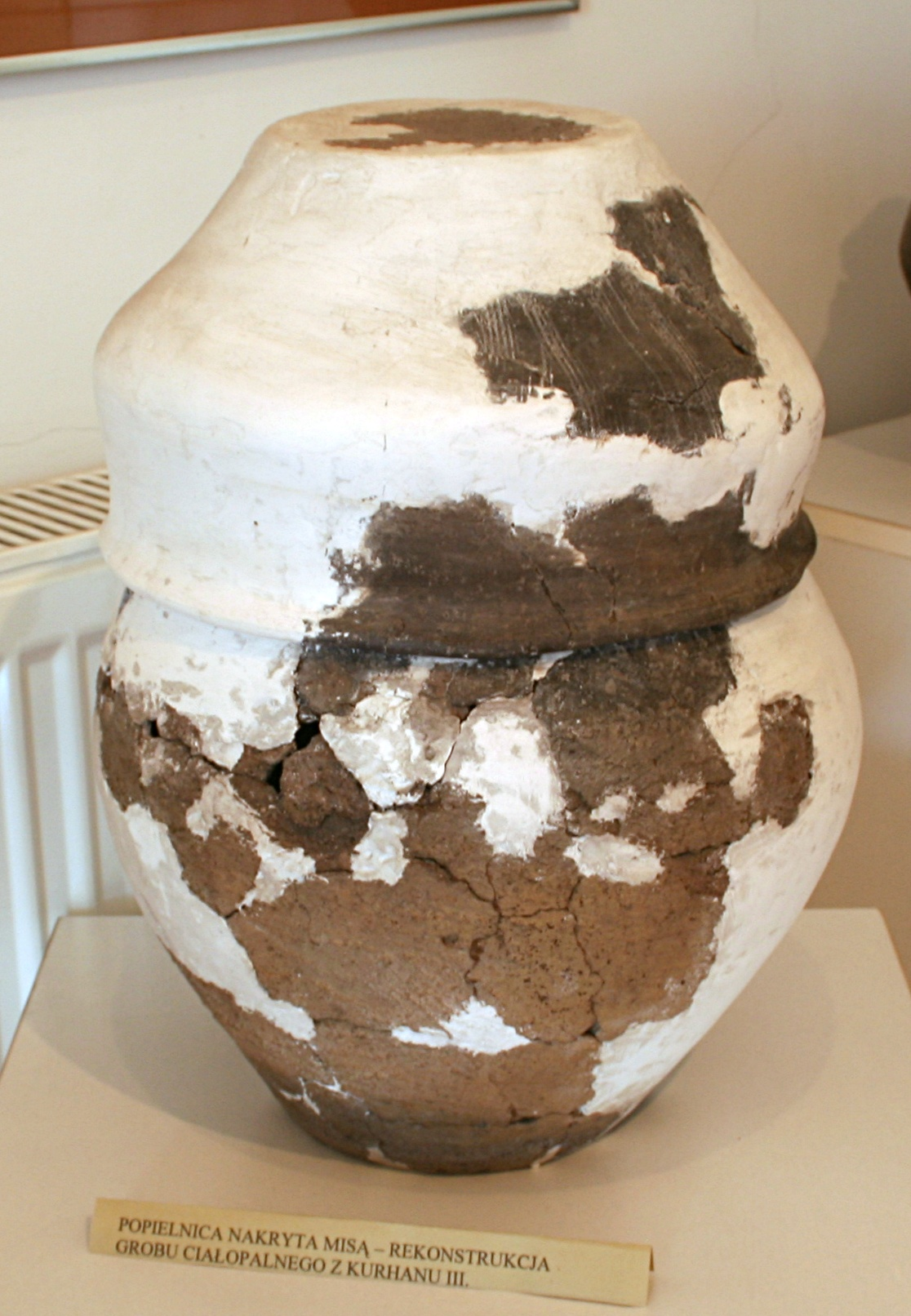
Urn
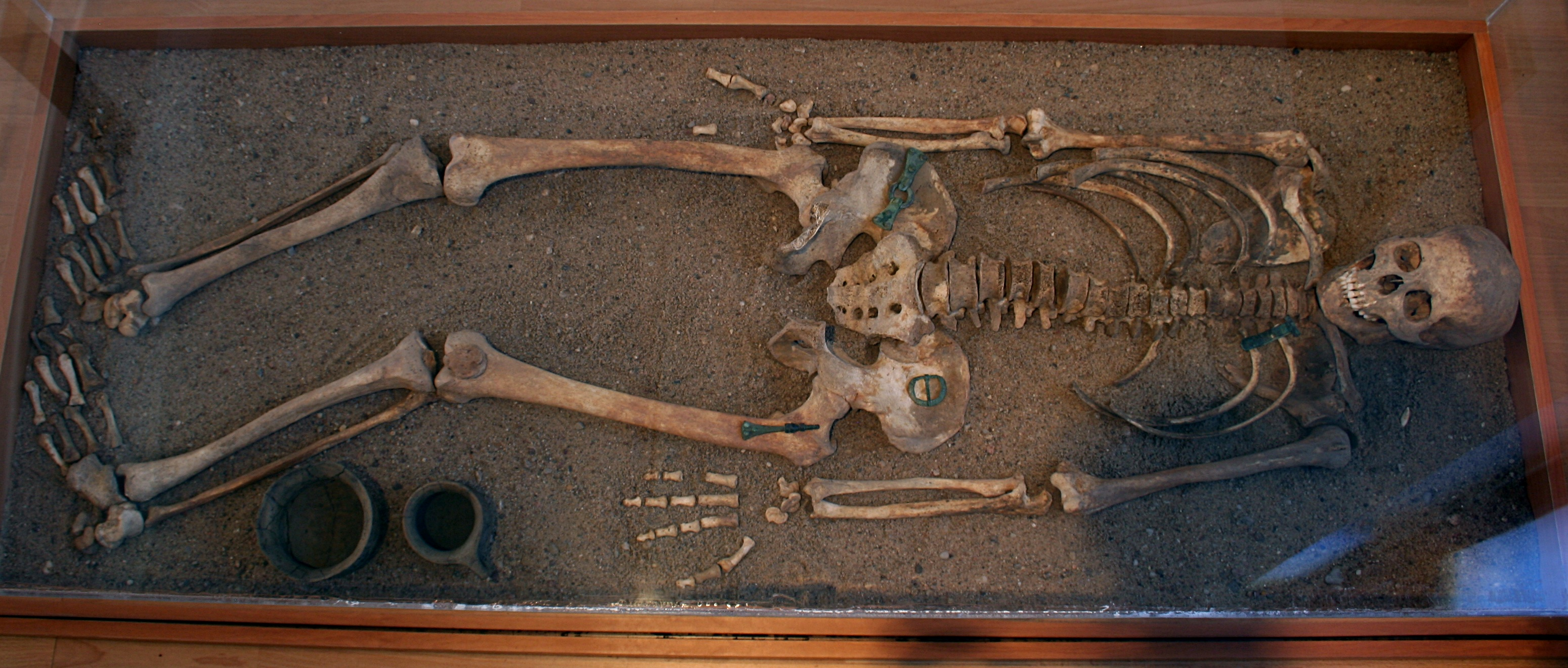
Grafreconstructie
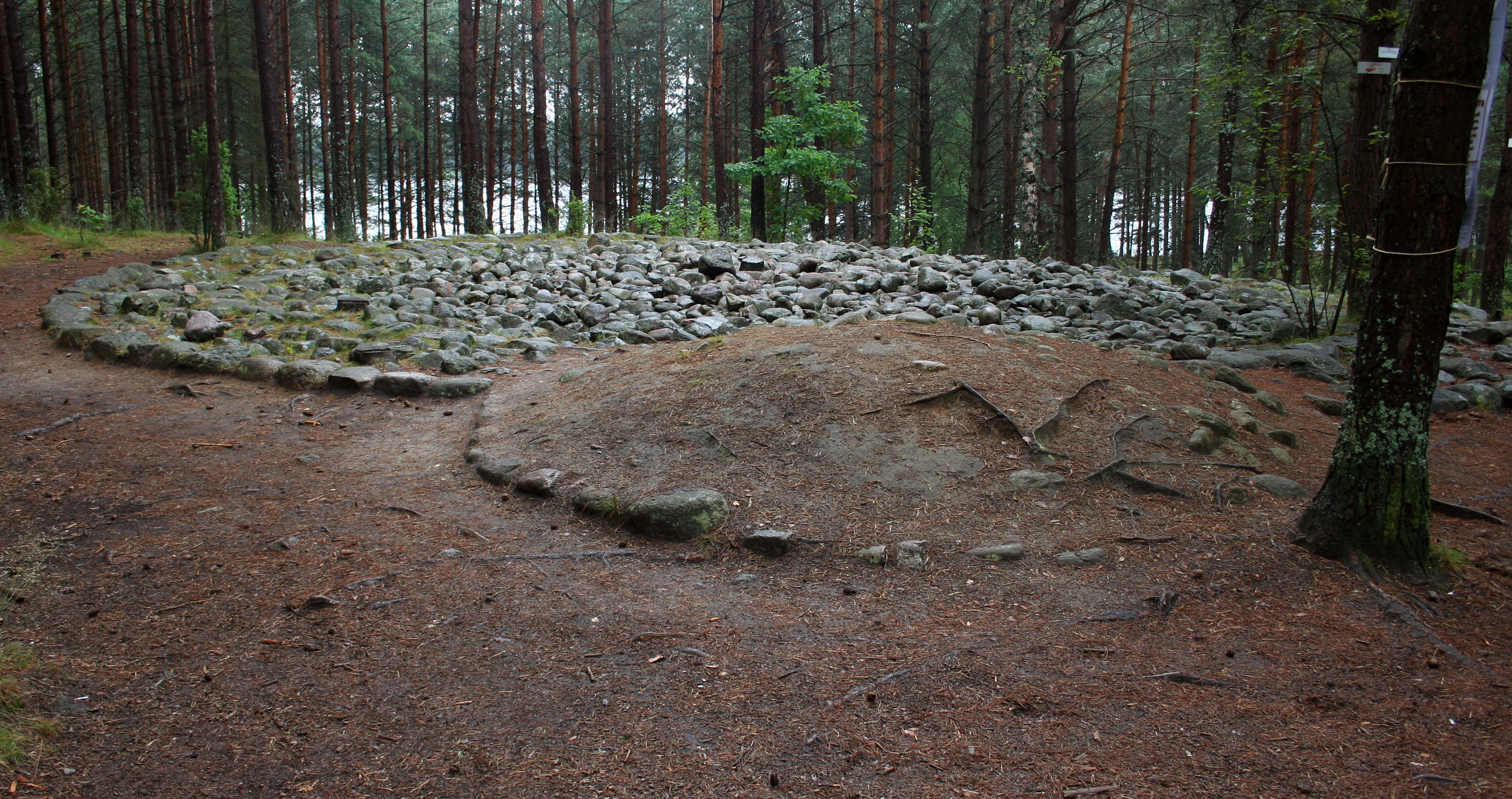
Grafheuvel en steenveld bij Węsiory
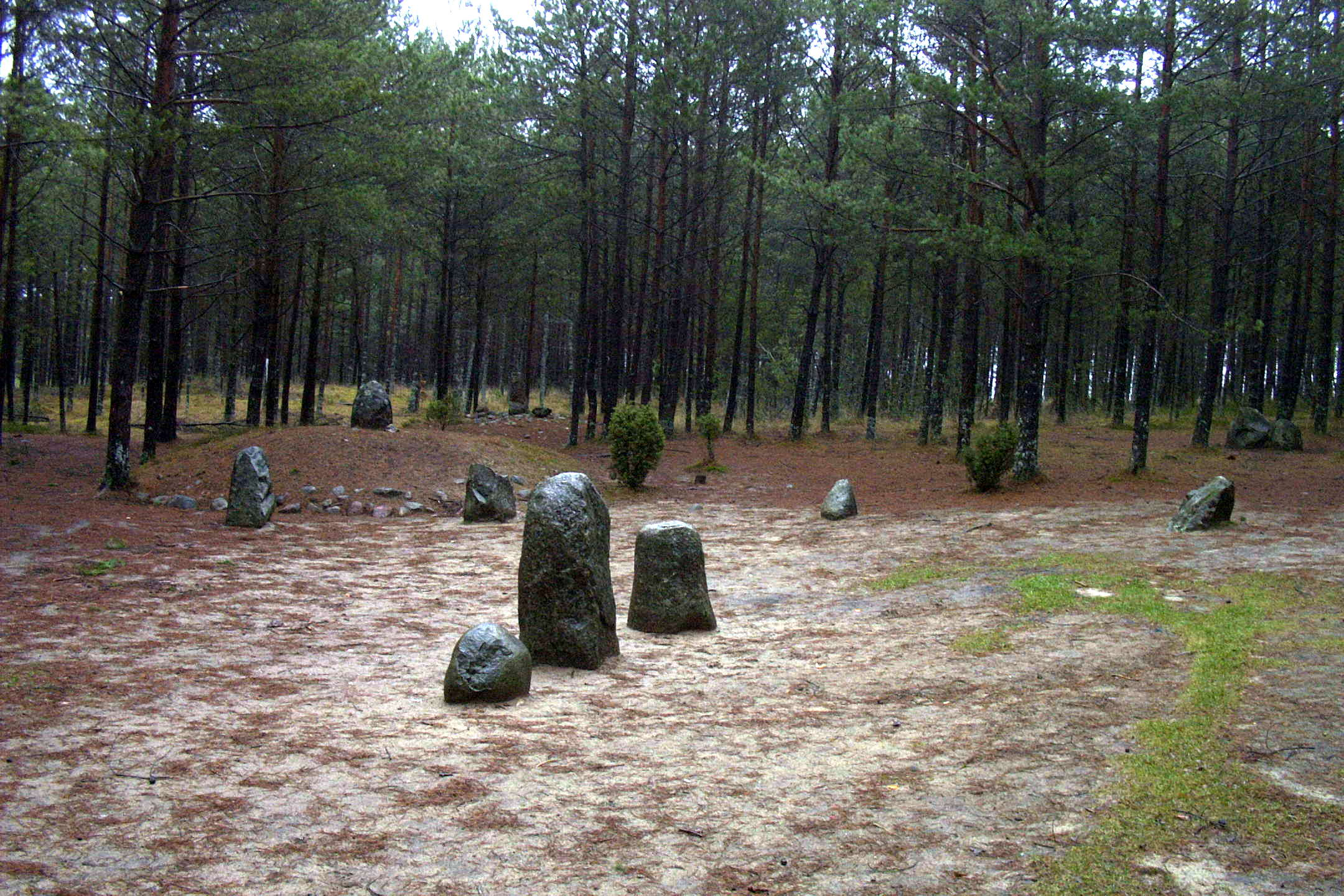
Grafheuvels en stelen bij Węsiory
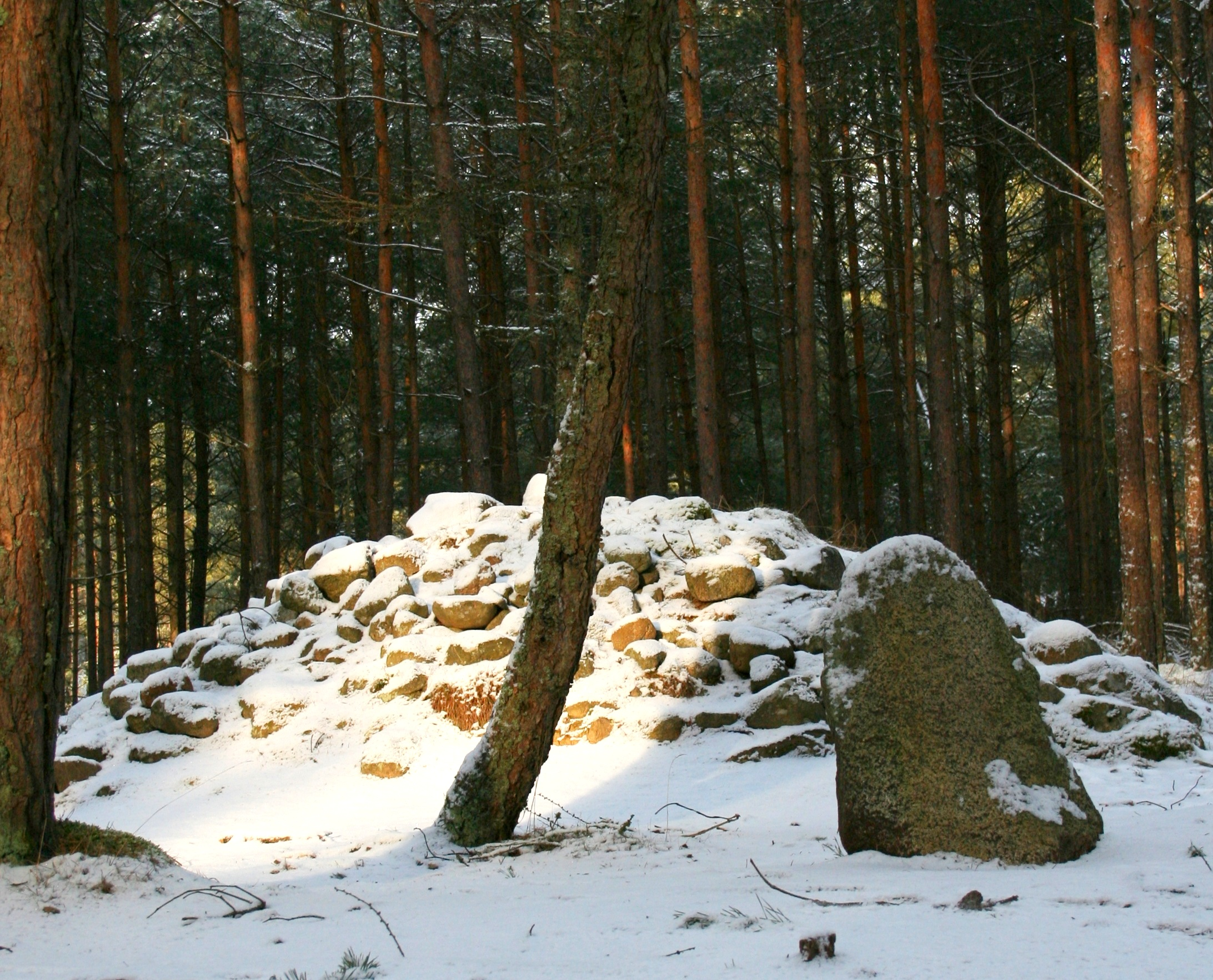
Grafheuvel bij Węsiory